# Jovan Nikolić

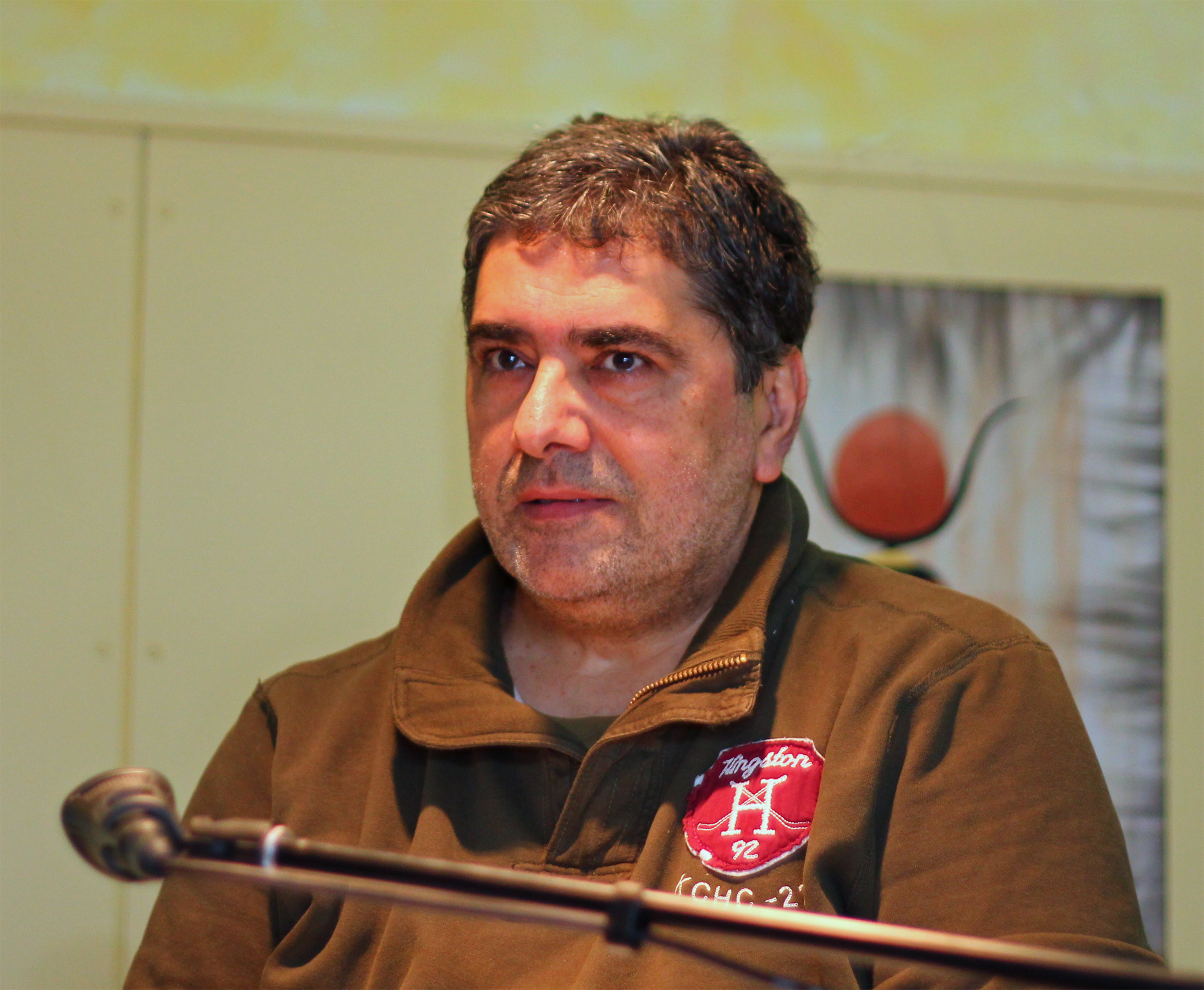
Jovan Nikolić

Jovan Nikolić (geboren 7. Dezember 1955 in Belgrad, Jugoslawien) ist ein in Deutschland lebender Roma-Schriftsteller.

## Leben
Nikolić wurde als Sohn eines serbischen Rom und einer Serbin aus der Mehrheitsbevölkerung in der serbischen Hauptstadt Belgrad (damals Jugoslawien) geboren. Sein Vater leitete als Altsaxophonist eine Kapelle, in der seine Mutter als Sängerin mitwirkte. Mit ihnen verbrachte er seine frühe Jugend zumeist auf Reisen. Unterricht bekam er dort von seiner Mutter. Später besuchte er in Čačak die Schule und machte dann von 1977 bis 1979 eine Ausbildung als Maschinenbautechniker. Schon währenddessen, 1977, veröffentlichte er erste Gedichte, ab 1979 war er als Journalist für verschiedene Roma-Medien tätig. Er erhielt mehrere Literaturpreise in Jugoslawien sowie eine erste internationale Auszeichnung bei einem Literaturwettbewerb in Lanciano. Zugleich übte er Kritik an den serbischen Großmachtambitionen in Wort und Schrift, insbesondere gegen Slobodan Milošević. Das NATO-Bombardement auch serbischer Städte während des Kosovokriegs veranlasste ihn 1999 zur Emigration und zur Beantragung von Asyl als verfolgter Schriftsteller. Seit dieser Zeit lebt Jovan Nikolić in Deutschland, zuletzt in Köln, wo er beim Verein Rom e. V. arbeitet, vor allem bei dessen Schulprojekt für Roma-Kinder, „Amaro Kher“ (‚Unser Haus‘), um den Kindern ihre Kultur nahezubringen. Bei seinen Werkpräsentationen assistiert ihm seine Partnerin Sigrun Reckhaus (Heinrich-Böll-Stiftung) und bei der Eröffnung zu den Veranstaltungen zum Buch für die Stadt in Köln im Dezember 2011 auch sein Sohn David, da er „nie so richtig in einem Kursus Deutsch gelernt habe“. „Jetzt spreche ich eine (!) Tarzandeutsch“.

## Wirken
Nikolić schreibt Gedichte, Prosa, Songtexte und Theaterstücke in Romanes, serbokroatischer und deutscher Sprache. Sein Liedtext Bubamara wird in der Filmkomödie Schwarze Katze, weißer Kater, die die Lebenssituation südosteuropäischer Roma thematisiert und bei den Internationalen Filmfestspielen von Venedig 1998 ausgezeichnet wurde, vertont. Schon 2000 wurde sein Theaterstück (mit Ruždija Russo Sejdović) Kosovo mon amour bei den Ruhrfestspielen uraufgeführt. 2004 erschien der Gedichtband Zimmer mit Rad in deutscher Sprache. 2006 erschien die Übersetzung seines Werkes mit kurzen Prosastücken Weißer Rabe, schwarzes Lamm, das 2011 für Köln und Umland als Ein Buch für die Stadt ausgewählt wurde.
Von 1999 bis 2005 war er Vizepräsident der International Roma Union. Seit 2000 ist er stellvertretender Vorsitzender der International Romani Writers’ Association (IRWA), die er mitbegründet hat. Sein Anliegen ist es, eine Bibliothek der Roma-Literatur in der Sprache der Roma zu initiieren. Er ist zudem Mitglied des serbischen P.E.N.-Zentrums.

## Auszeichnungen
- 2007 Writer in Residence Kulturkontakt Austria
- 2005 Stiftung Künstlerdorf Schöppingen
- 2002 Internationales Haus der Autoren (Graz) (Cultural City Network)
- 2000 Stipendiat der Akademie der Künste, Sektion Literatur[8]
- 2000 P.E.N.-Zentrum Deutschland
- 1999 Heinrich-Böll-Stiftung, Aufenthalt im Heinrich-Böll-Haus, Langenbroich

## Werke (Auswahl)
- Weißer Rabe, schwarzes Lamm., Übersetzung von Bärbel Schulte, Drava Verlag, Klagenfurt 2006, ISBN 3-85435-468-1. (Sonderauflage Herbst 2011 für Ein Buch für die Stadt)
- Zimmer mit Rad, Gedichte und Prosa. Drava Verlag, Klagenfurt 2004, ISBN 3-85435-430-4.
- Seelenfänger, lautlos lärmend. Kurzprosa, Drava Verlag, Klagenfurt 2011, ISBN 978-3-85435-644-8.
- Das Orchester der Frauen, die mich verlassen haben. Übersetzt von Elvira Veselinović. Drava Verlag, Klagenfurt 2016, ISBN 978-3-85435-793-3.